# Anori
Anori est une municipalité brésilienne de l'État d'Amazonas.